# Aida Bella
Aida Bella, z d. Popiołek (ur. 20 stycznia 1985) – polska łyżwiarka szybka, specjalizująca się w short tracku, brązowa medalistka mistrzostw Europy w sztafecie (2013), zawodniczka OMŁKS Opole i AZS Opole, wielokrotna mistrzyni Polski, dyrektor Biura Rzecznika Prasowego Totalizatora Sportowego.

## Kariera sportowa
W swojej karierze zdobyła sześciokrotnie mistrzostwo Polski: w 2002 – na 500 m, 1000, 1500 m i w wieloboju, w 2006 – na 500 m, w 2008 – na 1500 m.
Bez większych sukcesów reprezentowała Polskę na mistrzostwach świata juniorek w 2000 (500–35 m., 1000–35 m., 1500–36 m., wielobój – 36 m.) i 2001 (500 m – odpadła w eliminacjach, 1000–26 m., 1500–18 m., wielobój – 26 m., sztafeta – 9 m.) oraz mistrzostwach świata seniorek w 2006 (500–26 m., 1000–24 m., 1500–21 m., wielobój – 29 m.), 2009 (500–27 m., 1000–37 m., 1500–36 m., wielobój – 33 m.), 2012 (500–34 m., 1000–22 m., 1500–31 m, wielobój – 29 m.).
Na mistrzostwach Europy seniorek wystąpiła w 2005 (500 m – zdyskwalifikowana, 1000–34 m., 1500–16 m., wielobój – 32 m., sztafeta – 6 m.), 2006 (500–19 m., 1000–33 m., 1500–25 m., wielobój – 25 m., sztafeta – 6 m.), 2007 (sztafeta – zdyskwalifikowane), 2008 (sztafeta – 4 m.), 2009 (500–5 m., 1000–25 m., 1500–37 m., wielobój – 26 m., sztafeta – 6 m.), 2012 (500–14 m., 1000–17 m., 1500–14 m.. wielobój – 18 m., sztafeta – 6 m.), 2013 (sztafeta – 3 m.).
Sześciokrotnie biła indywidualne rekordy Polski (3 x na 500 m, 2 x na 1000 m, raz na 1500 m)
W listopadzie 2013 roku Aida Bella razem z Martą Wójcik wystąpiła w nagiej sesji do Playboya po to, aby zebrać dodatkowe pieniądze na szkolenia i treningi, wypromować akcję „X dni do Soczi” oraz rozpropagować short track jako dyscyplinę sportową. Obie zawodniczki nie zdołały zakwalifikować się na Igrzyska Olimpijskie w Soczi. Następnie Bella zakończyła karierę sportową.

## Po zakończeniu kariery
Aida Bella po zakończeniu kariery sportowej rozpoczęła pracę w TVP3 Opole. Następnie została dyrektorem Biura Rzecznika Prasowego Totalizatora Sportowego, a w 2025 roku objęła stanowisko dyrektora ds. komunikacji i PR w Zjednoczonych Przedsiębiorstwach Rozrywkowych.

## Życie prywatne
Aida Bella jest żoną Jakuba Belli (ur. 1982), bramkarza m.in. Odry Opole, Skalnika Gracze, z którym ma syna Filipa (ur. 2010). Mieszkają w Opolu.